# Prodiaphania georgei
Prodiaphania georgei là một loài ruồi trong họ Tachinidae.